# Saint-André-lez-Lille
 Saint-André-lez-Lille  es una población y comuna francesa, en la región de Norte-Paso de Calais, departamento de Norte, en el distrito de Lille y cantón de Lille-Ouest.

## Demografía
| 10 091 | 11 782 | 12 443 | 10 821 | 10 098 | 10 113 |
| Para los censos de 1962 a 1999 la población legal corresponde a la población sin duplicidades (Fuente: INSEE [Consultar]) |        |        |        |        |        |